# Agelescape talyshica
Agelescape talyshica  (лат.) — вид воронковых пауков рода Agelescape из семейства Agelenidae. Закавказье: Азербайджан.

## Описание
Среднего размера пауки, длина самок до 8,5 мм. Длина головогруди 3,75 мм (ширина 2,55 мм). Стернум желтовато-серый, головогрудь жёлтая с серым узором. Хелицеры коричневые, ноги и максиллы жёлтые, брюшко серовато-коричневое. 
Вид Agelescape talyshica был впервые описан в 2005 году арахнологами Элхином Гусейновым (Elchin F. Guseinov, Институт зоологии АН Азербайджана, Баку, Азербайджан), Юрием М. Марусиком (Институт биологических проблем Севера ДВО РАН, Магадан, Россия) и Сеппо Копоненом (Seppo Koponen, Zoological Museum, University of Turku, Турку, Финляндия) вместе с видами A. caucasica, A. dunini и A. levyi Guseinov, Marusik & Koponen, 2005.
Таксон Agelescape dunini включён в род Agelescape вместе с видами A. affinis (Kulczynski, 1911), A. gideoni Levy, 1996 и A. livida (Simon, 1875). Видовое название A. talyshica дано по имени места обнаружения (Талыш).